# Пабло Торельйо
Па́бло Торе́льйо (ісп. Pablo Torello, 9 жовтня 1864, Мерседес — 11 грудня 1943, Буенос-Айрес) — аргентинський юрист, підприємець, журналіст і політичний діяч, який обіймав посаду міністра громадських робіт під час президентства Іполіто Іріґоєна.

## Життєпис
Торельйо отримав диплом юриста в Університеті Буенос-Айреса в 1894 році. Він почав свою політичну діяльність в Радикальному Громадянському Союзі, у той же час займався розведенням худоби і виданням газети La Justicia. Він брав участь у парковій революції 1890 р., в радикальній революції 1893 р. та 1905 р., під час якої він супроводжував радикального лідера Іполіто Іріґоєна. У пізніші роки він відійшов від політичної діяльності.
З 1906 року він був членом фондової біржі в Буенос-Айресі. У 1916 році займав посаду міністра громадських робіт.
Йому довелося стикатися з тиском залізничних компаній та інших приватних комунальних підприємств. За дорученням президента Іполіто Іріґоєна він намагався створити аргентинську торговельну морську компанію, хоча йому вдалося придбати лише вісім кораблів. 
Він неодноразово очолював інші міністерства, в тому числі закордонних справ, сільського господарства та фінансів.
5 лютого 1921 р. в якості в.о. міністра закордонних справ та культів Аргентини разом з президентом республіки Іполіто Іріґоженом підписав Постанову Уряду Аргентини про визнання Української Народної Республіки державою вільною і незалежною. 
У 1928 р. обраний до Національного сенату від провінції Буенос-Айрес. Після державного перевороту 1930 р. він був президентом комітету Радикального Громадянського Союзу у Буенос-Айресі; Наступного року диктатор Хосе Фелікс Урібуру наказав йому виїхати з країни.
Помер у Буенос-Айресі в грудні 1943 року